# Diocese de Linz
A Diocese de Linz ou de Líncia (em latim: Dioecesis Linciensis) é uma diocese católica sufragânea da Arquidiocese de Viena, na Áustria. Em 2004 tinha 1.067.298 batizados em uma população total de 1.388.500 habitantes.

## Território
A diocese inclui o Estado austríaco da Alta Áustria. A sede é a cidade de Linz, onde fica a Catedral da Assunção da Virgem Maria e da antiga catedral de Santo Inácio. Já em Enns está a antiga catedral da antiga Diocese de Lorch (Lauríaco), dedicada a São Lourenço.
O território é dividido em 472 paróquias.

## História
A diocese foi erigida em 28 de janeiro de 1785 pela Bula papal  Romanus Pontifex pelo Papa Pio VI, tomando parte do território da Diocese de Passau.

## Líderes
|                   | Nome                                  | Período   | Notas                                                   |
| Bispos            | Bispos                                | Bispos    | Bispos                                                  |
| ----------------- | ------------------------------------- | --------- | ------------------------------------------------------- |
| 14º               | Manfred Scheuer                       | 2015-     | Atual                                                   |
| 13º               | Ludwig Schwarz, S.D.B.                | 2005-2015 |                                                         |
| 12º               | Maximilian Aichern O.S.B.             | 1981-2005 |                                                         |
| 11º               | Franz Sales Zauner                    | 1956-1980 |                                                         |
| 10º               | Joseph Calasanz Fließer               | 1946 1956 |                                                         |
| 9º                | Johannes Evangelist Maria Gföllner    | 1915-1941 |                                                         |
| 8º                | Rudolf Hittmair                       | 1909-1915 |                                                         |
| 7º                | Franz von Sales Doppelbauer Maria     | 1889-1908 |                                                         |
| 6º                | Ernest Maria Müller                   | 1885-1888 |                                                         |
| 5º                | Franz Joseph Rudiger                  | 1853-1884 |                                                         |
| 4º                | Gregorius Thomas Ziegler, O.S.B.      | 1827-1852 |                                                         |
| 3º                | Ernst Sigismund von Hohenwart, O.S.A. | 1814-1825 |                                                         |
| 2º                | Joseph Anton Gall                     | 1788-1807 |                                                         |
| 1º                | Ernest Johann Nepomuk von Herbstein   | 1785-1788 |                                                         |
| Bispo-coadjutor   |                                       |           |                                                         |
|                   | Franz Sales Zauner                    | 1949-1956 |                                                         |
| Bispos-auxiliares |                                       |           |                                                         |
|                   | Alois Wagner                          | 1969-1981 | Nomeado Vice-Presidente do Pontifício Conselho Cor Unum |
|                   | Joseph Calasanz Fließer               | 1941-1946 | Elevado a Bispo diocesano                               |

## Estatísticas
A diocese, no final de 2004, de uma população de 1 388 500 pessoas, havia 1 067 298 batizados, correspondendo a 76,9% do total.